# Josh Reynolds
Joshua Reynolds (San Antonio, 16 febbraio 1995) è un giocatore di football americano statunitense che milita nel ruolo di wide receiver per i Denver Broncos della National Football League  (NFL).

## Carriera

### Los Angeles Rams
Reynolds al college giocò a football con i Texas A&M Aggies dal 2014 al 2016. Fu scelto dai Los Angeles Rams nel corso del quarto giro (117º assoluto) del Draft NFL 2017. Debuttò come professionista subentrando nella gara del primo turno contro gli Indianapolis Colts senza fare registrare alcuna statistica. La settimana successiva ricevette il primo passaggio da 28 yard dal quarterback Jared Goff. La sua prima stagione si chiuse con 11 ricezioni per 104 yard in 16 presenze, una delle quali come titolare.
Nei playoff 2018, i Rams batterono i Cowboys e i Saints, qualificandosi per il loro primo Super Bowl dal 2001, perso contro i New England Patriots.

### Tennessee Titans
Il 23 marzo 2021 Reynolds firmò un contratto di un anno con i Tennessee Titans.

### Detroit Lions
Il 10 novembre 2021 Reynolds firmò con i Detroit Lions.
Nella prima partita della stagione 2023 Reynolds guidò i Lions con 80 yard ricevute nella vittoria a sorpresa in casa dei Kansas City Chiefs campioni in carica.

## Palmarès

### Franchigia
- National Football Conference Championship: 1

Los Angeles Rams: 2018